# ANAクラウンプラザホテルグランコート名古屋
ANAクラウンプラザホテルグランコート名古屋（エーエヌエークラウンプラザホテルグランコートなごや、ANA CROWNE PLAZA HOTEL GRAND COURT NAGOYA）は、愛知県名古屋市中区金山町一丁目にある名鉄グループのホテルで、IHG ANA ホテルズのフランチャイズホテルである。

## 概要
名古屋財界五摂家（→東海銀行を参照 - 東海銀行・名古屋鉄道・中部電力・東邦瓦斯・松坂屋）とトヨタ自動車・興和・清水建設などの共同出資で運営会社である株式会社グランコート名古屋が設立され、金山南ビル竣工後の1999年（平成11年）4月8日に開業した。同ビルの地下1階から地上7階、15階から30階を占める。
かつては名古屋財界の複数の企業が出資し、名古屋鉄道が筆頭株主となっていたが、名鉄グループのホテル事業再編に伴い、2021年（令和3年）3月に名古屋鉄道が子会社化。その後、株式は中間持株会社の名鉄ホテルホールディングスに譲渡された。なお全日本空輸との関係で、IHG ANA ホテルズのフランチャイズホテルとして運営されている。
246の客室のほか、大小10の宴会場や7つのレストラン&バー、婚礼施設を備えている。また、同ビル内には名古屋都市センターが所在している。
2010年（平成22年）10月1日には、全日空ホテルズ ホテルグランコート名古屋から現在の名称に変更した。

## 施設
- 客室：245室
- 宴会場（披露宴会場）
  - クリスタルルーム（28F）
  - ザ・グランコート（7F）
  - ローズルーム（5F）
  - 小宴会場（5F、6F）
- 婚礼施設
  - チャペル
  - 神殿
- レストラン・バー
  - スカイレストラン「スターゲイト」（30F）
  - ウイングラウンジ（30F）
  - バー「スターゲイト」（30F）
  - 中国料理「花梨」（29F）
  - すし「乾山」（29F）
  - 京料理「たん熊 北店」（3F）
  - カジュアルダイニング「ガーデンコート」（2F）
  - ロビーラウンジ（1F）
- フローリスト・売店（B1F）

## 交通アクセス
- JR東海道本線、中央本線・名鉄名古屋本線・名古屋市営地下鉄名城線・名港線「金山駅」南口より徒歩ですぐ。